# James Callis
James Callis, född 4 juni 1971 i Hammersmith i London, är en  brittisk skådespelare. 
James Callis är känd för sin roll som Dr. Gaius Baltar i tv-serien Battlestar Galactica och dess föregångare, en miniserie från 2003, med samma namn. För denna roll vann han Saturn Award 2006. Callis har även spelat Bridget Jones vän Tom i filmerna från 2001, 2004 och 2016.

## Filmografi i urval
- 1996 – Soldier Soldier (TV-serie)
- 1998 – Hett uppdrag (TV-film)
- 1999 – Sex, Chips & Rock n' Roll (TV-serie)
- 1999 – Röda nejlikan (TV-serie)
- 2001 – Bridget Jones dagbok
- 2001 – Beginner's Luck
- 2004 – På spaning med Bridget Jones
- 2004–2010 – Battlestar Galactica (TV-serie)
- 2010-2012 – Eureka (TV-serie)
- 2013 – Austenland
- 2014 – Believe
- 2015 – Gallipoli (Miniserie)
- 2016 – Bridget Jones's Baby
- 2025 – Bridget Jones: Mad About the Boy